# Horaga ashinica
Horaga ashinica är en fjärilsart som beskrevs av Siuiti Murayama och Okamura 1973. Horaga ashinica ingår i släktet Horaga och familjen juvelvingar. Inga underarter finns listade i Catalogue of Life.